# Râul Tisoasa
Râul Tisoasa este un afluent al râului Schit.

## Hărți
- Harta munții Tarcău
- Ovidiu Gabor - Economic Mechanism in Water Management ][nefuncțională]